# Neotetraneuromyia
Neotetraneuromyia is een muggengeslacht uit de familie van de galmuggen (Cecidomyiidae).

## Soorten
- N. lenticularis Spungis, 1987
- N. moldaviensis Spungis, 1987